# Національний музей сучасного мистецтва (Лісабон)
Національний музей сучасного мистецтва (музей Ш'ядо, португальською: Museu Nacional de Arte Contemporânea do Chiado — MNAC) — художній музей, розташований у мікрорайоні Ш'ядо, Лісабон, Португалія . Він був створений у 1911 році та знову відкритий у 1994 році.
Музей охоплює період між 1850 та 1950 роками. В ньому виставлені твори провідних португальських художників того періоду, а також деяких іноземних митців. У ньому зберігається найкраща колекція португальського живопису та скульптури періодів романтизму, натуралізму та сучасності.
Серед представлених художників — Антоніо Сільва Порто, Антоніо Карнейро, Антоніо Соарес дос Рейс, Мігель Венгело Лупі, Колумбано Бордало Пінейро, Амадео де Суза Кардосо, Абель Манта, Дордіо Гомес, Адріано Соуса Лопес, Хосе де Альмаде Негреірос, Надір Афонсіо, Маріо Елой, Франциско Аугусто Метрасс, Огюст Роден та багато інших.  У музеї також проводять тимчасові виставки.
З 1911 року музей Чіадо займав середньовічну будівлю Святого Франциска у Лісабоні. Адаптацію та оновлення під музей 1994 року здійснив французький архітектор Жан-Мішель Вілмотт .  

## Галерея

Маріо Елой Автопортрет, c. 1936-39 рр. Полотно, олія 35 х 27 см
Маріо Елой Bailarico no Bairro, c.1936, полотно, олія, 80 х 100 см.
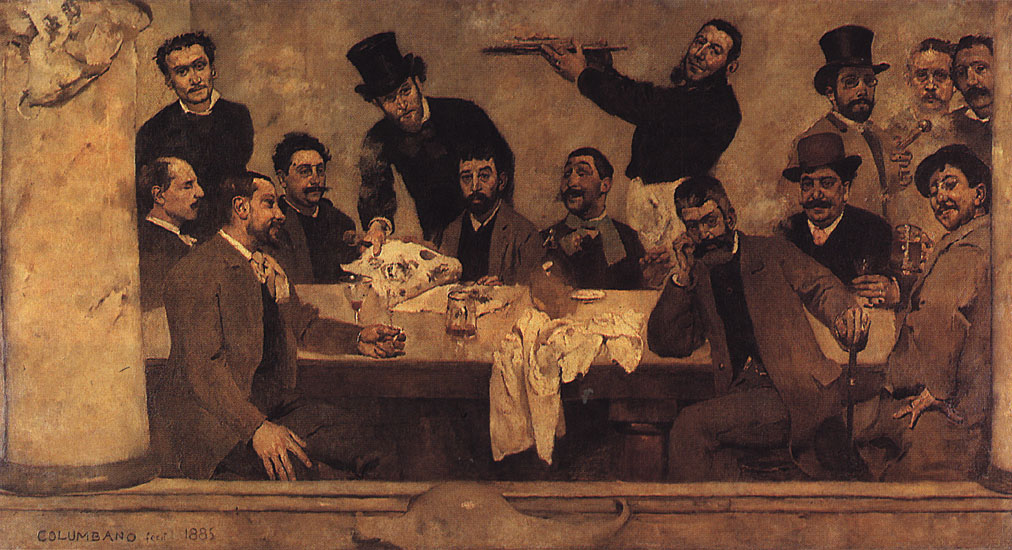
"Grupo do Leão" (Група левів, 1885), картина Колумбано в музеї Ш'яду
Крістіано Круз Автопортрет, 1916
Жоакім Родрігу Mondo-Cane 1, 1963
Floresta de Brolles (Fontainebleau) 1883